# Tiro nos Jogos Olímpicos de Verão de 2024 - Tiro rápido 25 m masculino
A competição do tiro rápido 25 m masculino do tiro nos Jogos Olímpicos de Verão de 2024 foi disputada em 4 e 5 de agosto de 2024 no Centro de Tiro Esportivo, em Châteauroux. Um total de 29 atiradores de 19 Comitês Olímpicos Nacionais (CON) participaram do evento.

## Qualificação
O período de qualificação começou com o Campeonato Europeu de 2022 em Breslávia, Polônia, para os eventos de pistola. Por todo o processo, as vagas foram geralmente concedidas para os atiradores que terminassem em primeiro lugar nos Campeonatos Mundiais da Federação Internacional de Esportes de Tiro (ISSF) ou nos respectivos campeonatos continentais (África, Europa, Ásia, Oceania e Américas).
Após o término do período de qualificação, com todos os CONs recebendo a lista oficial de vagas, a ISSF verificou o Ranking Mundial em cada um dos eventos individuais de tiro. O atirador com a melhor colocação, que não tivesse classificado em nenhuma prova e cujo CON não tivesse vaga em uma prova específica, obteve uma vaga olímpica direta.

## Calendário
Horário local (UTC+2)
| Data                | Horário | Fase         |
| ------------------- | ------- | ------------ |
| 4 de agosto de 2024 | 9:00    | Qualificação |
| 5 de agosto de 2024 | 9:00    | Final        |

## Medalhistas
| Ouro   | CHN Li Yuehong    |
| Prata  | KOR Cho Yeong-jae |
| Bronze | CHN Wang Xinjie   |

## Recordes
Antes desta competição, os seguintes recordes eram estabelecidos:
| Recordes da qualificação | Recordes da qualificação | Recordes da qualificação | Recordes da qualificação | Recordes da qualificação |
| ------------------------ | ------------------------ | ------------------------ | ------------------------ | ------------------------ |
| Recorde mundial          | Christian Reitz          | 593                      | Osijek                   | 30 de julho de 2013      |
| Recorde olímpico         | Alexei Klimov            | 592                      | Londres                  | 3 de agosto de 2012      |

| Recordes da final | Recordes da final | Recordes da final | Recordes da final | Recordes da final    |
| ----------------- | ----------------- | ----------------- | ----------------- | -------------------- |
| Recorde mundial   | Li Yuehong        | 39                | Baku              | 21 de agosto de 2023 |
| Recorde olímpico  | Leuris Pupo       | 34                | Londres           | 3 de agosto de 2012  |

## Resultados

### Qualificação
Os seis primeiros atiradores após a qualificação avançam para a final.
| Pos. | Atirador              | CON                | Estágio 1 | Estágio 1 | Estágio 1 | Estágio 1 | Estágio 2 | Estágio 2 | Estágio 2 | Estágio 2 | Total   | Notas |
| Pos. | Atirador              | CON                | 8s        | 6s        | 4s        | Total     | 8s        | 6s        | 4s        | Total     | Total   | Notas |
| ---- | --------------------- | ------------------ | --------- | --------- | --------- | --------- | --------- | --------- | --------- | --------- | ------- | ----- |
| 1    | Li Yuehong            | CHN China          | 97        | 99        | 98        | 294       | 98        | 98        | 98        | 294       | 588-30x | Q     |
| 2    | Wang Xinjie           | CHN China          | 99        | 98        | 96        | 293       | 99        | 98        | 97        | 294       | 587-24x | Q     |
| 3    | Pavlo Korostylov      | UKR Ucrânia        | 98        | 100       | 95        | 293       | 100       | 98        | 96        | 294       | 587-17x | Q     |
| 4    | Cho Yeong-jae         | KOR Coreia do Sul  | 100       | 100       | 97        | 297       | 99        | 97        | 93        | 289       | 586-22x | Q     |
| 5    | Massimo Spinella      | ITA Itália         | 100       | 97        | 97        | 294       | 99        | 97        | 96        | 292       | 586-19x | Q     |
| 6    | Florian Peter         | GER Alemanha       | 99        | 98        | 95        | 292       | 100       | 99        | 94        | 293       | 585-27x | Q     |
| 7    | Clément Bessaguet     | FRA França         | 100       | 97        | 96        | 293       | 98        | 100       | 94        | 292       | 585-17x |       |
| 8    | Maksym Horodynets     | UKR Ucrânia        | 99        | 96        | 94        | 289       | 99        | 99        | 97        | 295       | 584-14x |       |
| 9    | Vijayveer Sidhu       | IND Índia          | 98        | 98        | 97        | 293       | 100       | 98        | 92        | 290       | 583-26x |       |
| 10   | Nikita Chiryukin      | KAZ Cazaquistão    | 98        | 99        | 96        | 293       | 97        | 100       | 93        | 290       | 583-20x |       |
| 11   | Peeter Olesk          | EST Estônia        | 98        | 98        | 93        | 289       | 97        | 100       | 97        | 294       | 583-17x |       |
| 12   | Riccardo Mazzetti     | ITA Itália         | 95        | 97        | 97        | 289       | 100       | 98        | 96        | 294       | 583-14x |       |
| 13   | Anish Anish           | IND Índia          | 98        | 98        | 97        | 293       | 99        | 97        | 93        | 289       | 582-22x |       |
| 14   | Matěj Rampula         | CZE Chéquia        | 99        | 96        | 93        | 288       | 97        | 97        | 99        | 293       | 581-22x |       |
| 15   | Ghulam Mustafa Bashir | PAK Paquistão      | 98        | 99        | 95        | 292       | 97        | 97        | 95        | 289       | 581-19x |       |
| 16   | Leuris Pupo           | CUB Cuba           | 98        | 97        | 90        | 285       | 100       | 98        | 98        | 296       | 581-13x |       |
| 17   | Song Jong-ho          | KOR Coreia do Sul  | 98        | 98        | 96        | 292       | 99        | 98        | 91        | 288       | 580-26x |       |
| 18   | Ruslan Lunev          | AZE Azerbaijão     | 98        | 98        | 93        | 289       | 98        | 100       | 93        | 291       | 580-22x |       |
| 19   | Keith Sanderson       | USA Estados Unidos | 98        | 98        | 93        | 289       | 99        | 97        | 94        | 290       | 579-16x |       |
| 20   | Enkhtaivany Davaakhüü | MGL Mongólia       | 97        | 98        | 93        | 288       | 99        | 95        | 96        | 290       | 578-20x |       |
| 21   | Jorge Álvarez         | CUB Cuba           | 96        | 96        | 98        | 290       | 100       | 94        | 94        | 288       | 578-18x |       |
| 22   | Jean Quiquampoix      | FRA França         | 98        | 96        | 96        | 290       | 100       | 94        | 94        | 288       | 578-16x |       |
| 23   | Christian Reitz       | GER Alemanha       | 99        | 98        | 94        | 291       | 98        | 98        | 90        | 286       | 577-15x |       |
| 24   | Omar Mohamed          | EGY Egito          | 97        | 97        | 94        | 288       | 98        | 97        | 93        | 288       | 576-18x |       |
| 25   | Henry Leverett        | USA Estados Unidos | 96        | 97        | 93        | 286       | 98        | 93        | 96        | 287       | 573-16x |       |
| 26   | Sergei Evglevski      | AUS Austrália      | 96        | 95        | 92        | 283       | 99        | 97        | 94        | 290       | 573-14x |       |
| 27   | Martin Podhráský      | CZE Chéquia        | 95        | 99        | 92        | 286       | 100       | 96        | 91        | 287       | 573-11x |       |
| 28   | Dai Yoshioka          | JPN Japão          | 98        | 93        | 93        | 284       | 98        | 96        | 94        | 288       | 572-12x |       |
| 29   | Douglas Gómez         | VEN Venezuela      | 95        | 94        | 95        | 284       | 96        | 99        | 90        | 285       | 569-12x |       |

### Final
Após a quarta série de tiros, os competidores com as piores pontuações são eliminados em cada série até restarem dois atiradores.
| Pos.              | Atirador         | CON               | Série | Série | Série | Série | Série | Série | Série | Série | Notas |
| Pos.              | Atirador         | CON               | 1     | 2     | 3     | 4     | 5     | 6     | 7     | 8     | Notas |
| ----------------- | ---------------- | ----------------- | ----- | ----- | ----- | ----- | ----- | ----- | ----- | ----- | ----- |
| Medalha de ouro   | Li Yuehong       | CHN China         | 5     | 8     | 12    | 14    | 18    | 23    | 27    | 32    |       |
| Medalha de prata  | Cho Yeong-jae    | KOR Coreia do Sul | 3     | 6     | 11    | 15    | 19    | 21    | 24    | 25    |       |
| Medalha de bronze | Wang Xinjie      | CHN China         | 5     | 8     | 11    | 13    | 17    | 20    | 23    | —     |       |
| 4                 | Florian Peter    | GER Alemanha      | 2     | 7     | 11    | 14    | 18    | 20    | —     | —     | SO    |
| 5                 | Pavlo Korostylov | UKR Ucrânia       | 4     | 6     | 10    | 14    | 16    | —     | —     | —     |       |
| 6                 | Massimo Spinella | ITA Itália        | 1     | 4     | 9     | 10    | —     | —     | —     | —     |       |